# Diastylis tetradon
Diastylis tetradon är en kräftdjursart som beskrevs av Lomakina 1955. Diastylis tetradon ingår i släktet Diastylis och familjen Diastylidae. Inga underarter finns listade i Catalogue of Life.